# Groene iora
De groene iora (Aegithina viridissima) is een zangvogel uit de familie Aegithinidae (iora's).

## Verspreiding en leefgebied
Deze soort komt voor in Zuidoost-Azië en telt twee ondersoorten:
- A. v. viridissima: Malakka, Sumatra en Borneo.
- A. v. thapsina: Anambaseilanden (oostelijk van Maleisië).

## Status
De grootte van de populatie is niet gekwantificeerd maar de soort wordt omschreven als vrij algemeen. Aangenomen wordt echter dat de aantallen vrij snel achteruitgaan door ontbossing op Sumatra en Borneo. Op de Rode lijst van de IUCN heeft deze soort daarom de status gevoelig.